# 久我通雄
久我 通雄（こが みちお）は、鎌倉時代中期・後期の公卿。中院太政大臣と号す。従一位太政大臣。源通親の玄孫。父は内大臣久我通基、母は権大納言姉小路顕朝の娘。子には長男久我長通、二男久我通定がいる。通雄の和歌は『玉葉和歌集』以下の勅撰集に八首選入されている。

## 経歴
以下、『公卿補任』、『尊卑分脈』、『園太暦』、『花園天皇宸記』の記事に従って記述する。
- 正嘉元年（1257年）1月5日、叙爵。
- 正元元年（1259年）1月22日、侍従に任ぜられる。
- 正元2年（1260年）4月8日、従五位上に昇叙。
- 弘長2年（1262年）6月20日、禁色を許される。
- 弘長3年（1263年）2月19日、正五位下に昇叙。
- 弘長4年（1264年）1月13日、河内権介を兼ねる。
- 文永2年（1265年）1月30日、右少将に任ぜられる。
- 文永4年（1267年）1月5日、従四位下に昇叙、同月７日、右少将は元の如し。
- 文永5年（1268年）1月29日、加賀介を兼ねる。
- 文永6年（1269年）12月7日、右中将に転任。
- 文永7年（1270年）2月1日、従四位上に昇叙。
- 文永8年（1271年）10月15日、正四位下に昇叙。
- 文永9年（1272年）7月10日、信濃権介を兼ねる。
- 文永11年（1274年）1月17日、従三位に叙せられ、右中将は元の如し。
- 文永12年（1275年）1月18日、美作権守を兼ねる。
- 建治2年（1276年）9月1日、母の喪に服し、同年12月22日に復任する。
- 建治3年（1277年）1月5日、正三位に昇叙。
- 弘安元年（1278年）11月18日、従二位に昇叙。
- 弘安6年（1283年）4月5日、権中納言に任ぜられる。
- 弘安7年（1284年）1月6日、正二位に昇叙。
- 正応元年（1288年）7月11日、中納言に転正。同日、父の通基は内大臣となった。同年10月27日、権大納言に転任する。同日、父通基は内大臣と右大将を止められた。
- 正応5年（1292年）5月15日、権大納言を辞退するが踏歌内弁を勤める。同年12月25日、権大納言に還任し左大将を兼ねる。*永仁4年（1296年）1月18日、淳和院別当となる。
- 永仁5年（1297年）10月16日、内大臣に任ぜられる。左大将は元の如し。同年11月13日に奨学院別当となり、12月に左大将を辞した。
- 永仁6年（1298年）6月12日、内大臣を止められる。
- 延慶元年（1308年）11月29日、父通基が薨去し喪に服す。
- 正和2年（1313年）9月6日、従一位に叙せられる。
- 元応元年（1319年）10月18日、兼宣旨があり太政大臣に任ぜられる。同年11月3日には奨学院別当と源氏長者になる。
- 元亨2年（1322年）、輦車を許される。
- 元亨3年（1323年）5月2日、上表して太政大臣を辞した。
- 元徳元年（1329年）12月11日、薨去。

## 系譜
- 父：久我通基（1240-1309）
- 母：姉小路顕朝の娘
- 妻：源仲基の娘
  - 長男：久我長通（1280-1353）
- 妻：家女房 - 不詳
- 生母不明の子女
  - 次男：久我通定（1311-?）
  - 女子：西園寺季衡室

## 久我家の家督相続問題
岡野友彦が指摘しているように、晩年に生まれた通定（1311−?）を偏愛した通雄は長男の長通を義絶して家督を通定に譲ろうとしていたようである。例えば延慶4年（1311年）2月23日の不参公卿の名を洞院公賢が列記している中に長通の名があり、そこに父通雄に義絶されたという風聞がある、と書かれている。また『花園天皇宸記』元亨3年（1323年）9月29日の条には、長通が大納言に還任したことについて不審に思うという記事がある。同時代の証言が残されていることから、通雄が長通を義絶したのは事実のようである。しかし、勅定により長通が大納言に還任し、元徳2年（1330年）2月26日に長通が内大臣に就任すると同時に通定が権中納言を辞し、建武2年（1335年）8月2日には通定が出家して、久我家家督は長通とその息男である通相に伝えられることになったのである。

## 通光と通雄の共通点
岡野友彦の指摘、また『久我家文書』によれば通光は晩年の後室である西蓮に所領の大半を譲る措置をしたため、通光没後に一族に所領を巡る内紛が発生した。西蓮の出自が不明なことから、決して出自が高くなく後ろ盾のない後室と所生の子供たちの行く末を案じた可能性がある。通雄が通定に家督を譲ろうとしたことも同様の背景を推察できる。

また、源師房以来、村上源氏の中で参議を経ずに権中納言に直任されたのは鎌倉時代末までに通光と通雄だけである。通光は『新古今和歌集』入首歌人中最年少であったし、通雄は村上源氏では通光に続いて2人目の二位中将に任じられている。これらの点から、通光と通雄が特権意識を抱いて所領問題を処理しようとした可能性は捨てきれない。